# سيدي دحمان
سيدي دحمان هي جماعة قروية في إقليم تارودانت بجهة سوس ماسة جنوب المغرب. وهي تضم 955 11 نسمة حسب الإحصاء العام للسكان والسكنى لسنة 2014.
يقع مقر الجماعة بالطريق الوطنية رقم 10 بين أيت إيعزة وتارودانت، قرب مطار تارودانت سيدي دحمان.

## دواوير الجماعة
- دوار أولاد عرفة
- دوار أولاد سعيد
- دوار الحاج العياشي
- دوار جنان سي الحبيب
- دوار الزاوية
- دوار الشرفاء
- دوار أكادير الطلبة
- دوار السعادة
- دوار الشباب
- دوار المسيرة
- دوار الوحدة

## التعليم
قائمة المؤسسات التعليمية في سيدي دحمان:
- مجموعة مدارس عمر الخيام (الدواوير: دار الطالب، ظهر سيدي عمر)
- مجموعة مدارس التعاونيات (الدواوير: التعاونيات، أكادير الطلبة)

رغم الكثافة السكانية الكبيرة، فعدد المدارس الإبتدائية قليل بجماعة سيدي دحمان، ولا يوجد على تراب الجماعة أي إعدادية أو ثانوية، ويضطر التلاميذ للتنقل بشكل يومي إلى أيت ايعزة أو تارودانت لمتابعة الدراسة، وهو الأمر الذي يشكل لهم معاناة كبيرة خصوصاً مع وسائل النقل، ويضطر أغلب التلاميذ للتنقل لمسافات طويلة عبر الدراجات الهوائية.

## الصحة

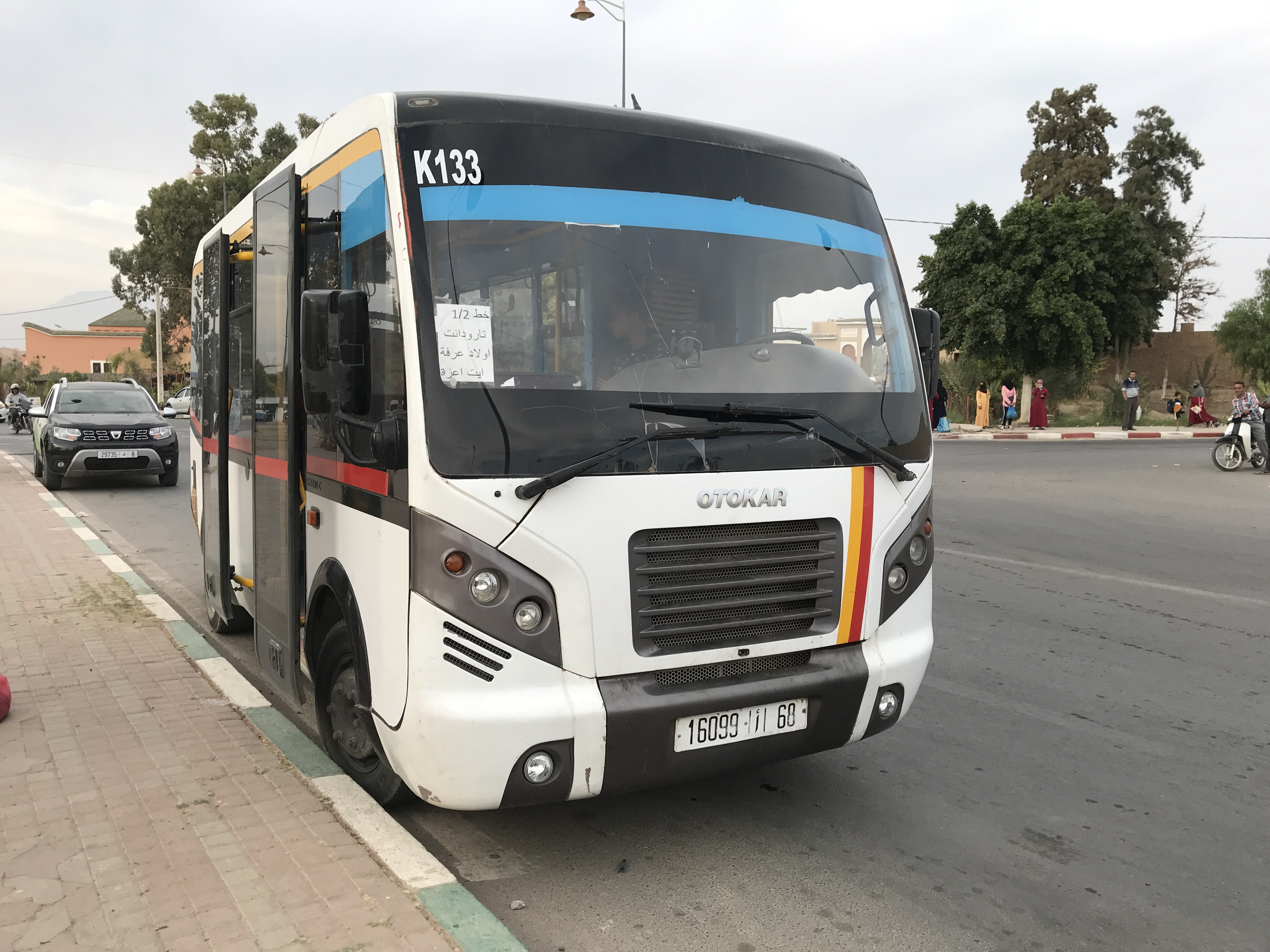
الحافلة الرابطة بين تارودانت وأيت يعزة تم عبر أولاد عرفة ودواوير أخرى تابعة لسيدي دحمان